# حسام صديق خوجة
حسام بن صديق بن يوسف خوجة من قرّاء القرآن الكريم، من مواليد المملكة العربية السعودية عام 1988م، نشأ ودرس جميع المراحل الدراسية في مدارس تحفيظ القرآن الكريم بمدينة جدة، حاصل على شهادة بكالوريوس في تخصص القراءات من كلية الدعوة وأصول الدين بجامعة أم القرى بمكة المكرمة، بدأ الإمامة من عام 1423 هـ، عمل إماماً وخطيبا للمركز الثقافي الإسلامي بمدريد التابع لرابطة العالم الإسلامي بمكة المكرمة منذ عام 2010 وحتى آخر عام 2020م، وعمل كذلك معلماً للتربية الإسلامية بالأكاديمية السعودية بمدريد من عام 2016 وحتى أواخر عام 2018، ثم عيّن رسميا من رابطة العالم الإسلامي نائباً لمدير المركز الثقافي الإسلامي بمدريد من أغسطس 2019 وحتى أواخر ديسمبر من عام 2020م حيث صدر قرار رابطة العالم الإسلامي بتعيينه مديراً للمركز الثقافي الأندلسي بمدينة مالقا بمقاطعة الأندلس بجنوب مملكة إسبانيا. وفي سبتمبر من عام 2022 صدر قرار رابطة العالم الإسلامي بتعيينه مديراً لـ المركز الثقافي الإسلامي بمدريد بالإضافة لعمله مديراً للمركز الثقافي الأندلسي بمالقا.